# Gunter Schlageter
Gunter Schlageter (* 13. Oktober 1943 in Lörrach) ist ein deutscher Informatiker.

## Leben
Er studierte Elektrotechnik an der TH Karlsruhe (1969: Diplom-Ingenieur, 1973: Promotion zum Dr. rer. pol.). Nach der Habilitation in Karlsruhe 1976 für Informatik wurde er 1977 Professor (C3) an der Universität Dortmund und 1979 Professor (C4) an der FernUniversität in Hagen, Inhaber des Lehrstuhls für Praktische Informatik I (Informationssysteme und Datenbanken).

## Schriften (Auswahl)
- Arbeitslastverteilung in Computernetzwerken. 1973, OCLC 252051786.
- mit Wolffried Stucky: Datenbanksysteme. Konzepte und Modelle. Mit einigen Tabellen. Stuttgart 1983, ISBN 3-519-12339-8.
- als Herausgeber mit Hans-Jörg Schek: Datenbanksysteme in Büro, Technik und Wissenschaft. Proceedings. Berlin 1987, ISBN 3-540-17736-1.
- als Herausgeber mit Michael P. Papazoglou: Cooperative information systems. Trends and directions. San Diego 1998, ISBN 0-12-544910-0.